# Международна купа на шампионите
Международна купа на шампионите (на английски: International Champions Cup, ICC) е годишен клубен приятелски турнир.
Участват клубни отбори от Европа, които играят предсезонни приятелски мачове, първоначално в Съединените щати и Канада, но също и в Китай, Австралия, Мексико и цяла Европа. ICC е създаден от Relevent Sports.
По време на турнира от 2014 г., мачът между Манчестър Юнайтед и Реал Мадрид на стадион „Мичиган“ поставя рекорд за присъствие на футболен мач в САЩ със 109 318 зрители.

## Формат
Форматът се променя във всяко издание. Първите две издания са с осем отбора, организирани в две групи от по четири. Следващите издания имат различен брой отбори на трите различни места.
През 2013 г. участниците са разделени на „Източна“ и „Западна“ група, въз основа на местоположението на техните групови мачове. При победа се присъждат 2 точки, а при равен резултат се преминава към изпълнение на дузпи, а на победителят се дава 1 точка.

## Победители
|        | Северна Америка и Европа | Северна Америка и Европа | Австралия      | Австралия       | Китай                             | Китай                             | Сингапур       | Сингапур       |
| Турнир | Победител                | Финалист                 | Победител      | Финалист        | Победител                         | Финалист                          | Победител      | Финалист       |
| ------ | ------------------------ | ------------------------ | -------------- | --------------- | --------------------------------- | --------------------------------- | -------------- | -------------- |
| 2013   | Реал Мадрид              | Челси                    | Не се провежда | Не се провежда  | Не се провежда                    | Не се провежда                    | Не се провежда | Не се провежда |
| 2014   | Манчестър Юнайтед        | Ливърпул                 | Не се провежда | Не се провежда  | Не се провежда                    | Не се провежда                    | Не се провежда | Не се провежда |
| 2015   | Пари Сен Жермен          | Ню Йорк Ред Булс         | Реал Мадрид    | Рома            | Реал Мадрид                       | Милан                             | Не се провежда | Не се провежда |
| 2016   | Пари Сен Жермен          | Ливърпул                 | Ювентус        | Атлетико Мадрид | Няма, заради прекратяване на мача | Няма, заради прекратяване на мача | Не се провежда | Не се провежда |
| 2017   |                          |                          |                |                 |                                   |                                   |                |                |